# Teoría de Iwasawa
En teoría de números, la Teoría de Iwasawa es una teoría de módulo de Galois de los grupos de clases de ideales, que fuera postulada por Kenkichi Iwasawa, hacia 1950, como parte de la teoría de los campos ciclotómicos. A comienzos de 1970, Barry Mazur analizó generalizaciones de la Teoría de Iwasawa a las variedades abelianas. Más recientemente, a comienzos de la década de 1990, Ralph Greenberg propuso una teoría de Iwasawa para motivos.

## Formulación
Iwasawa parte de observar que existen torres de campos en la teoría de números algebraicos, cuyo grupo de Galois tiene un isomorfismo con el grupo aditivo de los números enteros p-ádicos. Este grupo, normalmente escrito como Γ en la teoría y con notación multiplicativa, puede ser obtenido como un subgrupo de los grupos de Galois de extensiones de campo infinitas (las cuales son por su naturaleza grupos profinitos). El {\displaystyle \Gamma } del grupo; es el límite inverso de los grupos aditivos {\displaystyle \mathbf {Z} /p^{n}\mathbf {Z} }, donde p es un número primo definido y {\displaystyle n=1,2,\cdots }. Lo cual puede ser expresado de otra forma utilizando la dualidad de Pontryagin como: Γ es dual al grupo discreto de todas las {\displaystyle p}-potencia raíces de la unidad en los números complejos.

## Ejemplo
Sea {\displaystyle \zeta } una raíz primitiva {\displaystyle p}-ésima de la unidad y consideremos la siguiente torre de cuerpos de números:
{\displaystyle K=\mathbf {Q} (\zeta )\subset K_{1}\subset K_{2}\subset \cdots \subset \mathbf {C} ,}
donde {\displaystyle K_{n}} es el cuerpo generado por una raíz primitiva {\displaystyle p^{n+1}}-iésima de la unidad.
Esta torre de cuerpos tiene una unión {\displaystyle L}. Entonces el grupo de Galois de {\displaystyle L} sobre {\displaystyle K} es isomorfo a {\displaystyle \Gamma }, pues el grupo de Galois de {\displaystyle K_{n}} sobre {\displaystyle K} es {\displaystyle \mathbf {Z} /p^{n}\mathbf {Z} }. 
Para obtener un módulo de Galois interesante, Iwasawa tomó el grupo de clases de ideales de {\displaystyle K_{n}}, y llamó {\displaystyle I_{n}} a su parte de {\displaystyle p}-torsión. Existen entonces las aplicaciones norma {\displaystyle I_{m}\rightarrow I_{n}} cuando {\displaystyle m>n}, y esto da lugar a un sistema inverso. Si llamamos {\displaystyle I} al límite inverso, se tiene entonces que {\displaystyle \Gamma } actúa en {\displaystyle I}, y es conveniente tener una descripción de esta acción.
La motivación era indudablemente que la {\displaystyle p}-torsión en el grupo de clase ideal de {\displaystyle K} ya había sido identificado por Kummer como el principal obstáculo para la demostración directa del último teorema de Fermat. La originalidad del enfoque de Iwasawa 'es escapar hacia infinito' en una nueva dirección. En efecto {\displaystyle I} es un módulo sobre el anillo de grupo {\displaystyle \mathbf {Z} _{p}[\Gamma ]}. Este es un anillo bien comportado (regular y de dos dimensiones), lo que implica que es perfectamente posible clasificar módulos sobre él.

## Historia
Desde sus comienzos hacia 1950, la teoría ha crecido hasta tomar relevancia. Se detectó una conexión fundamental entre la teoría del módulo, y las funciones L p-ádicas que fueron definidas por Kubota y Leopoldt hacia 1960. Leopoldt partió de los números de Bernoulli, y usó una interpolación para definir los análogos p-ádicos de las funciones L de Dirichlet. Entonces quedó claro que la teoría tenía perspectivas de progresar finalmente desde los resultados primitivos de Kummer relacionados con los números primos regulares.
La conjetura principal de la teoría de Iwasawa fue formulada como una afirmación que los dos métodos de definir las funciones L p-ádicas (mediante teoría del módulo, y por interpolación) debían ser coincidentes, siempre y cuando la misma fuera bien definida. Esto fue demostrado por Barry Mazur y Andrew Wiles para Q, y por Andrew Wiles para todos los campos de números totalmente reales. Estas demostraciones fueron basadas en la demostración de Ken Ribet del teorema de Herbrand alternativo (llamado teorema de Herbrand-Ribet).
Más recientemente, Chris Skinner y Eric Urban basados en el método de Ribet, han anunciado la prueba de la conjetura principal para GL(2). Una prueba más simple del teorema de Mazur-Wiles puede ser obtenida utilizando los sistemas de Euler como lo desarrolló Kolyvagin (ver libro de Washington). Otras generalizaciones de la conjetura principal demostradas utilizando el método de sistema de Euler han sido obtenidas por Karl Rubin.